# Yokoshibahikari
Yokoshibahikari (横芝光町, Yokoshibahikari-machi) est un bourg du district de Sanbu, dans la préfecture de Chiba, au Japon.

## Géographie

### Démographie
Au 1er janvier 2014, la population de Yokoshibahikari s'élevait à 23 935 habitants répartis sur une superficie de 66,91 km2.

## Histoire
La création du bourg de Yokoshibahikari remonte à 2006, après la fusion des bourgs de Yokoshiba et Hikari.